# 얄스베르그

얄스베르그를 형성하는 지역이 파란색이다.

얄스베르그(Jarlsberg)는 노르웨이의 오늘날의 베스트폴주의 일부를 형성하는 귀족 지위 또는 영토이다.
과거의 얄스베르그와 라르비크는 1821년 하나의 주로 병합되었다. 얄스베르그와 라트비크는 1919년 베스트폴로 명칭이 변경되었다.

## 같이 보기
- 얄스베르그 치즈